# Coppa delle Nazioni di rugby 1968-1969
La Coppa delle Nazioni 1968-69 (in francese Coupe des Nations 1968-69) fu la 4ª edizione della Coppa delle Nazioni organizzata dalla FIRA, nonché in assoluto il 9º campionato europeo di rugby a 15.
Strutturato su due divisioni, vide per la prima volta la vittoria della Romania, grazie alla sconfitta inflitta alla Francia nell'incontro diretto a Bucarest.
Fu la prima sconfitta di sempre dei francesi nel torneo, che prima di allora, fin dalla prima edizione del 1936, avevano sempre vinto tutti gli incontri in cui erano impegnati.
La seconda divisione fu vinta invece dall'Italia che ebbe la meglio, nel girone finale di torneo, su Spagna e Belgio.
La prima divisione si tenne a girone unico, mentre la seconda si tenne su tre gironi, la prima classificata di ciascuno dei quali andò a formare un girone finale a sola andata il cui vincitore guadagnò la promozione; a retrocedere dalla divisione maggiore fu la Polonia, promossa appena l'anno precedente.

## Squadre partecipanti
| 1ª divisione   | 2ª divisione | 2ª divisione | 2ª divisione |
| 1ª divisione   | Girone A     | Girone B     | Girone C     |
| -------------- | ------------ | ------------ | ------------ |
| Cecoslovacchia | Bulgaria     | Spagna       | Belgio       |
| Francia        | Italia       | Marocco      | Paesi Bassi  |
| Germania Ovest | Jugoslavia   | Portogallo   |              |
| Polonia        |              |              |              |
| Romania        |              |              |              |

## 1ª divisione
| Data       | Incontro                        | Risultato | Sede     |
| ---------- | ------------------------------- | --------- | -------- |
| 27-10-1968 | Cecoslovacchia ― Romania        | 9-18      | Říčany   |
| 1-12-1968  | Romania ― Francia               | 15-14     | Bucarest |
| 5-4-1969   | Germania Ovest ― Francia XV     | 6-20      | Colonia  |
| 27-4-1969  | Francia XV ― Cecoslovacchia     | 34-14     | Besançon |
| 12-5-1969  | Polonia ― Francia XV            | 0-67      | Varsavia |
| 15-6-1969  | Romania ― Polonia               | 40-11     | Bucarest |
| 25-8-1969  | Cecoslovacchia ― Polonia        | 25-8      | Havířov  |
| 26-10-1969 | Germania Ovest ― Cecoslovacchia | 11-18     | Amburgo  |
| 9-11-1969  | Germania Ovest ― Romania        | 3-6       | Hannover |
| 9-11-1969  | Polonia ― Germania Ovest        | 0-0       | Varsavia |

|               | Classifica     | G | V | N | P | PF  | PS  | P±   | PT |
| ------------- | -------------- | - | - | - | - | --- | --- | ---- | -- |
|               | Romania        | 4 | 4 | 0 | 0 | 79  | 37  | +42  | 8  |
|               | Francia        | 4 | 3 | 0 | 1 | 135 | 35  | +100 | 6  |
|               | Cecoslovacchia | 4 | 2 | 0 | 2 | 66  | 71  | -5   | 4  |
| Retrocessione | Germania Ovest | 4 | 0 | 1 | 3 | 20  | 44  | -24  | 1  |
| Retrocessione | Polonia        | 4 | 0 | 1 | 3 | 19  | 132 | -113 | 1  |

## 2ª divisione

### Girone A
| Data       | Incontro              | Risultato | Sede              |
| ---------- | --------------------- | --------- | ----------------- |
| 29-12-1968 | Italia ― Jugoslavia   | 22-3      | San Donà di Piave |
| 2-3-1969   | Bulgaria ― Italia     | 0-17      | Sofia             |
| 1-5-1969   | Jugoslavia ― Bulgaria | 22-6      | Pančevo           |

|  | Classifica | G | V | N | P | PF | PS | P±  | PT |
|  | ---------- | - | - | - | - | -- | -- | --- | -- |
|  | Italia     | 2 | 2 | 0 | 0 | 39 | 3  | +36 | 4  |
|  | Jugoslavia | 2 | 1 | 0 | 1 | 25 | 28 | -3  | 2  |
|  | Bulgaria   | 2 | 0 | 0 | 2 | 6  | 39 | -33 | 0  |

### Girone B
| Data      | Incontro             | Risultato | Sede       |
| --------- | -------------------- | --------- | ---------- |
| 23-3-1969 | Portogallo ― Spagna  | 11-15     | Barreiro   |
| 13-4-1969 | Spagna ― Marocco     | 18-0      | Madrid     |
| 20-4-1969 | Marocco ― Portogallo | 6-15      | Casablanca |

|  | Classifica | G | V | N | P | PF | PS | P±  | PT |
|  | ---------- | - | - | - | - | -- | -- | --- | -- |
|  | Spagna     | 2 | 2 | 0 | 0 | 33 | 11 | +22 | 4  |
|  | Portogallo | 2 | 1 | 0 | 1 | 26 | 21 | +5  | 2  |
|  | Marocco    | 2 | 0 | 0 | 2 | 6  | 33 | -27 | 0  |

### Girone C
| Data      | Incontro             | Risultato | Sede     |
| --------- | -------------------- | --------- | -------- |
| 30-3-1969 | Belgio ― Paesi Bassi | 9-5       | Nivelles |

|  | Classifica  | G | V | N | P | PF | PS | P± | PT |
|  | ----------- | - | - | - | - | -- | -- | -- | -- |
|  | Belgio      | 1 | 1 | 0 | 0 | 9  | 5  | +4 | 2  |
|  | Paesi Bassi | 1 | 0 | 0 | 1 | 5  | 9  | -4 | 0  |

### Girone finale
| Arbitro: | André Cuny |

|                        |      |             |
| Pacifici 60’           | mt   | 72’ Modrego |
|                        | tr   | 72’ Fonfo   |
| Di Zitti 57’           | c.p. |             |
| Pacifici 26’ Ricci 43’ | drop |             |

| Arbitro: | Roger Austry |

|  |      |                                                                                |
|  | mt   | 17’, 67’ Rista 30’ Pignotti 34’ Bollesan 37’, 65’, 71’ Michelon 39’ Boccaletto |
|  | c.p. | 56’ Di Zitti 80’ Autore                                                        |

| Madrid 17 maggio 1969 | Spagna | 41 – 3 referto | Belgio | Stadio Complutense |
| Oblato 12’ Abecía 19’, 50’, 64’ Bueno II 27’ Matutano 36’, 60’, 77’ Cortazár 57’, 74’ Rey 70’ mt Las Heras 57’ Fonfo 70’, 74’, 77’ tr c.p. 40’ Michell |        |                |        |                    |
| |        |                |        |                    |
| Oblato 12’ Abecía 19’, 50’, 64’ Bueno II 27’ Matutano 36’, 60’, 77’ Cortazár 57’, 74’ Rey 70’                                                          | mt     |                |        |                    |
| Las Heras 57’ Fonfo 70’, 74’, 77’ | tr     |                |        |                    |
| | c.p.   | 40’ Michell    |        |                    |

#### Classifica girone finale
|  | Classifica | G | V | N | P | PF | PS | P±  | PT |
|  | ---------- | - | - | - | - | -- | -- | --- | -- |
|  | Italia     | 2 | 2 | 0 | 0 | 42 | 5  | +37 | 4  |
|  | Spagna     | 2 | 1 | 0 | 1 | 46 | 15 | +31 | 2  |
|  | Belgio     | 2 | 0 | 0 | 2 | 3  | 71 | -68 | 0  |